# خربتا
قرية خربتا هي إحدى القرى التابعة لمركز كوم حمادة في محافظة البحيرة في جمهورية مصر العربية. حسب إحصاءات سنة 2006، بلغ إجمالي السكان في خربتا 14678 نسمة، منهم 7390 رجل و7288 امرأة.

## التاريخ
قرية خربتا من المدن المصرية القديمة، حيث ذكر هنري جوتييه في كتابه «قاموس الأسماء الجغرافية في النصوص الهيروغليفية» مدينة باسم «تماخيربت Tamakhirprt»، قال هي مدينة بغربي الدلتا، ورجّح محمد رمزي أنها هي خربتا. وبعد الفتح الإسلامي لمصر واندلاع الفتنة بين المسلمين بعد مقتل عثمان، كانت القرية مسرحًا لأحداث جسيمة. فبعد مبايعة علي بن أبي طالب للخلافة، أرسل قيس بن سعد بن عبادة واليًا على مصر، فبايعه الناس. انزوى نحو 10,000 رجل منهم بسر بن أبي أرطأة ومسلمة بن مخلد الأنصاري ومعاوية بن حديج وعدد من الأكابر في خربتا، مطالبين بالقصاص من قتلة عثمان، فوادعهم قيس وتركهم. إلا أن علي أمره بقتالهم، فاعتذر لكثرتهم، لما فيهم من وجوه الناس. فعزله علي، وولّى على مصر محمد بن أبي بكر، كان هؤلاء المنزوين في خربتا النواة التي استند عليها معاوية بن أبي سفيان لضم مصر إلى دولته.
وقد وردت ذكر خربتا أيضًا في قوانين ابن مماتي في أعمال حوف رمسيس، وفي التحفة السنية لابن الجيعان في أعمال البحيرة.